# 定军山镇
定军山镇，是中华人民共和国陕西省汉中市勉县下辖的一个乡镇级行政单位。

## 行政区划
定军山镇下辖以下地区：
高寨社区、毛堡社区、金寨堡社区、元山村、定军村、右所村、左所村、诸葛村、元坪村、吴家湾村、高庙村、沟口村、杨家山村、沈寨村、郭寨村、罗营村和黄营村。